# هاینریش پیترس
هاینریش پیترس (انگلیسی: Heinrich Peters; نامشخص – نامشخص) قایقران قایق بادبانی اهل آلمان بود.